# Monnina longifolia
Monnina longifolia là một loài thực vật có hoa trong họ Polygalaceae. Loài này được (Blume) Spreng. mô tả khoa học đầu tiên năm 1827.